# Jeanne la Pucelle
Jeanne la pucelle (francès: Joana la donzella) ) és una pel·lícula històrica francesa de 1994 dirigida per Jacques Rivette. Crònica de la vida de Joana d'Arc des de la perspectiva francesa, es va estrenar en dues parts: Les Batailles i Les Prisons.

## Argument

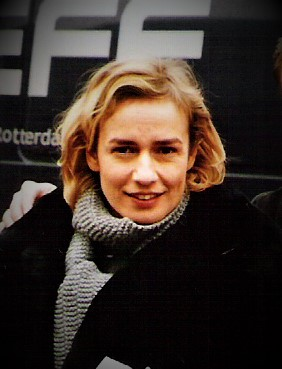
Sandrine Bonnaire va interpretare a Joana d'Arc

La pel·lícula recorre la història èpica de Joana d'Arc i es divideix en dues parts: 
- 1a part : Les Batailles

Des de la trobada de Jeanne amb el delfí Carles (futur Carles VII) al castell de Chinon fins al captura de Orleans (1428-1429).
- 2a part : Les Prisons

Des de la coronació de Carles VII a Reims fins al judici de Joana i la seva execució a Rouen.

## Repartiment
- Sandrine Bonnaire com a Jeanne d'Arc
- Édith Scob com a Jeanne de Béthune
- Tatiana Moukhine com a Isabelle Romée
- Jean-Marie Richier com a Durand Laxart
- Baptiste Roussillon com a Baudricourt
- Jean-Luc Petit com a Henri Le Royer
- Bernadette Giraud com a Catherine Le Royer
- Jean-Claude Jay com a Jacques Alain
- Olivier Cruveiller com a Jean de Metz
- Benjamin Rataud com a Bertrand de Poulengy
- André Marcon com a Carles, Delfí de França
- Jean-Louis Richard com a La Trémoille
- Marcel Bozonnet com a Regnault de Chartres
- Patrick Le Mauff com a Jean Bâtard d'Orléans
- Didier Sauvegrain com a Raoul de Gaucourt
- Jean-Pierre Lorit com a Jean d'Alençon
- Bruno Wolkowitch com a Gilles de Laval
- Hélène de Fougerolles com a Jeanne de Bar

## Estrena
En la versió original, Jeanne la pucelle I: Les batailles dura 160 minuts, i Jeanne la pucelle II: Les prisons 176 minuts, en total 336 minuts.
Els llançaments de DVD nord-americans van eliminar porcions importants; Jeanne la pucelle I: Les batailles va durar 110 minuts, i Jeanne la pucelle II: Les prisons durant 116 minuts, amb un total de 226 minuts.
Una restauració del film en 4K fou estrenada l'agost de 2019, i una edició en bluray el desembre de 2019.

## Recepció
Glenn Kenny anomena la pel·lícula "cinema essencial", en què el director (Rivette) "... aplica un estil cinematogràfic que és alhora apassionat i elegantment senzill i racional a la vida interior i exterior de Joan, utilitzant llargues preses i moviments de càmera brillantment considerats."